# Естадио Арсенио Ерико
Естадио Арсенио Ерико (на испански: Estadio Arsenio Erico) е мултифункционален стадион в Асунсион, Парагвай. На него играе домакинските си мачове отборът на „Насионал“.
Капацитетът му е 4500 зрители. Стадионът е наречен на считания за най-добър парагвайски футболист за всички времена Арсенио Ерико.